# Руський Потам
Ру́ський Пота́м (рос. Русский Потам) — село у складі Ачитського міського округу Свердловської області.
Населення — 1024 особи (2010, 1174 у 2002).
Національний склад станом на 2002 рік: росіяни — 85 %.